# 가성
가성(假聲, 이탈리아어: falsetto 팔세토[*])은 창자 자신이 낼 수 있는 일반적인 음역보다 높은 음역을 부르는 서양의 창법이다.
가수들이 정상 성악 음역대를 넘어서서 노래를 부를 수 있게 하기 위해 종종 사용한다.

## 같이 보기
- 세청
- 속청